# Rüthnick Architekten

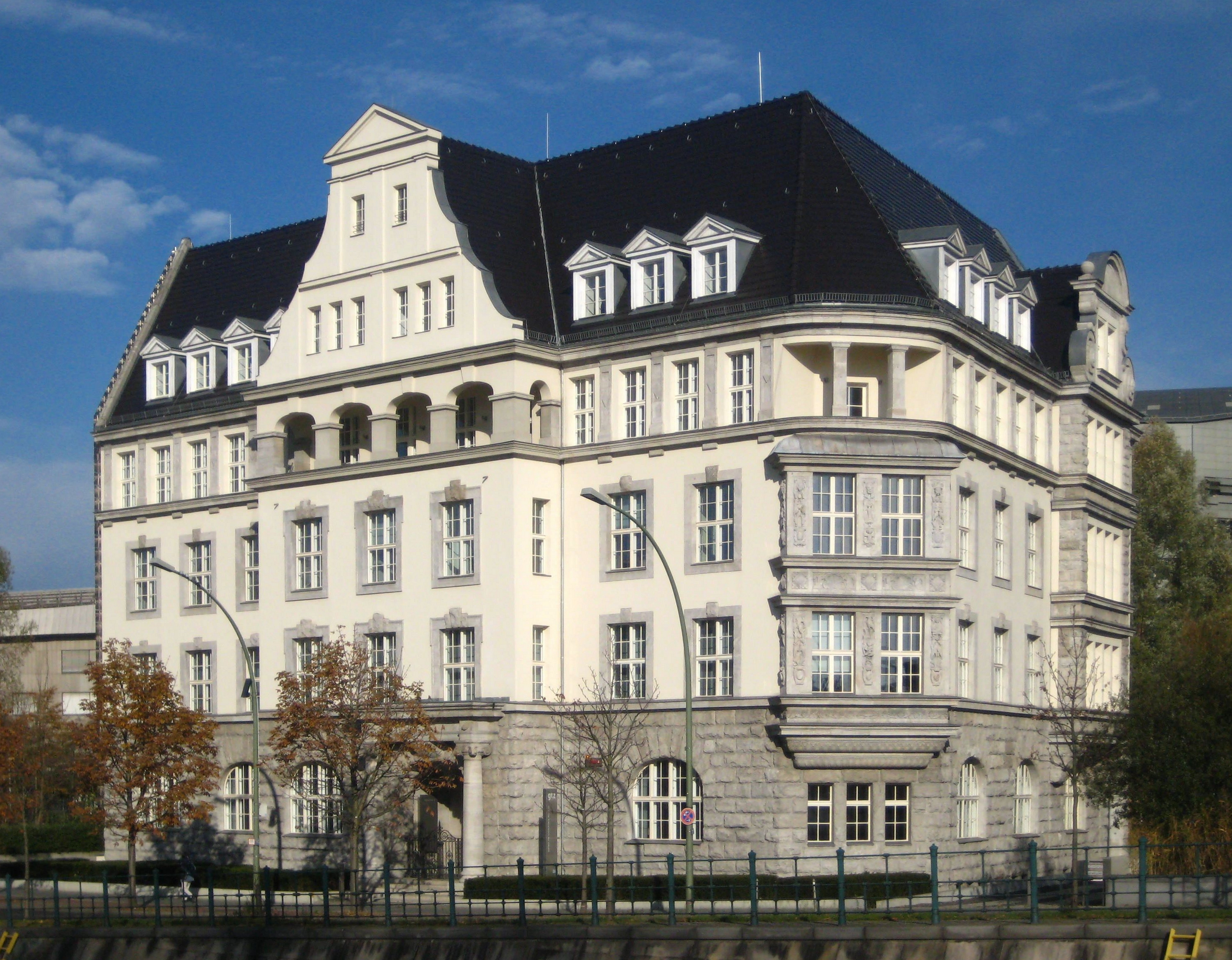
Das GIZ-Haus am Reichpietschufer

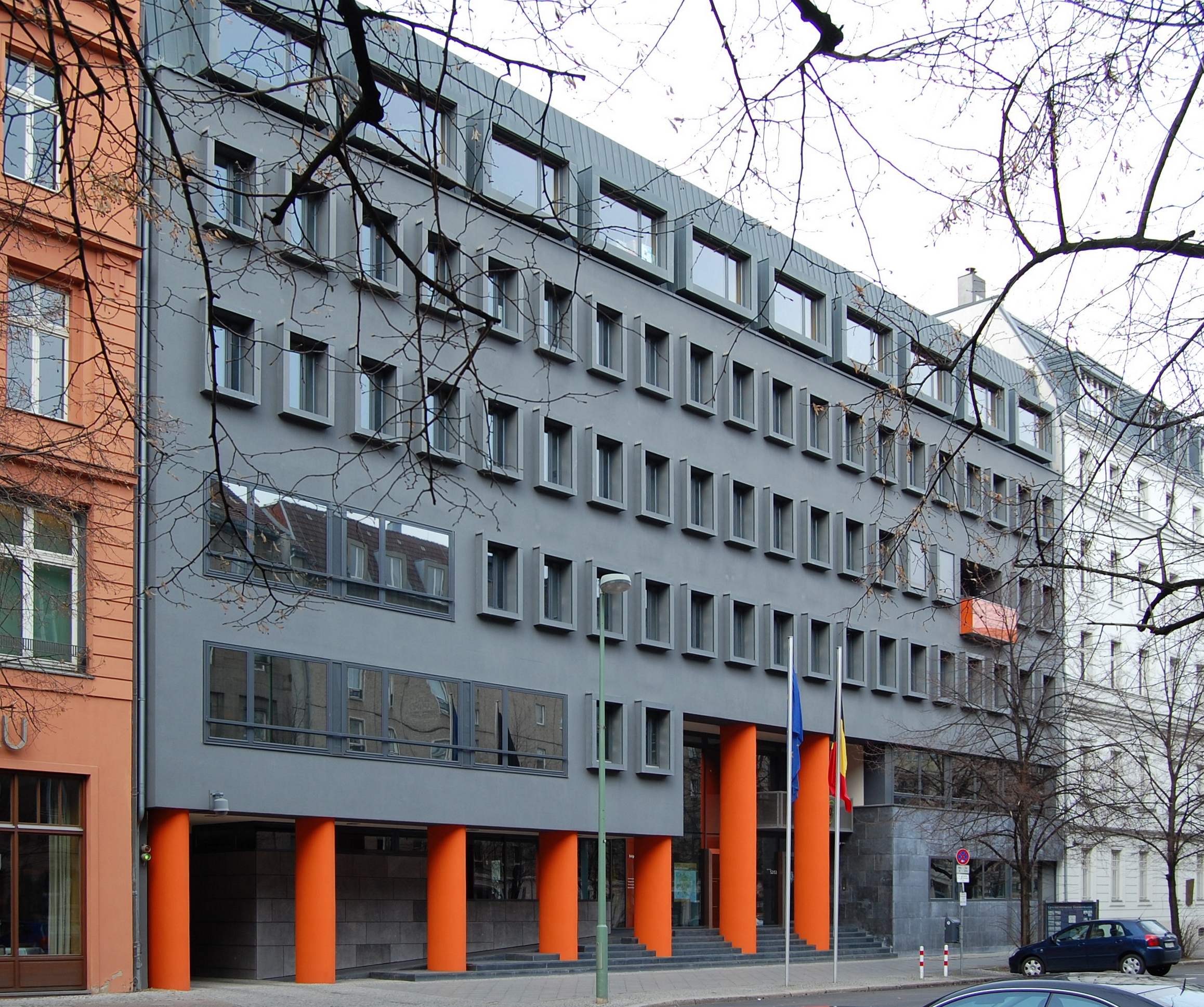
Belgische Botschaft in der Jägerstraße, Berlin

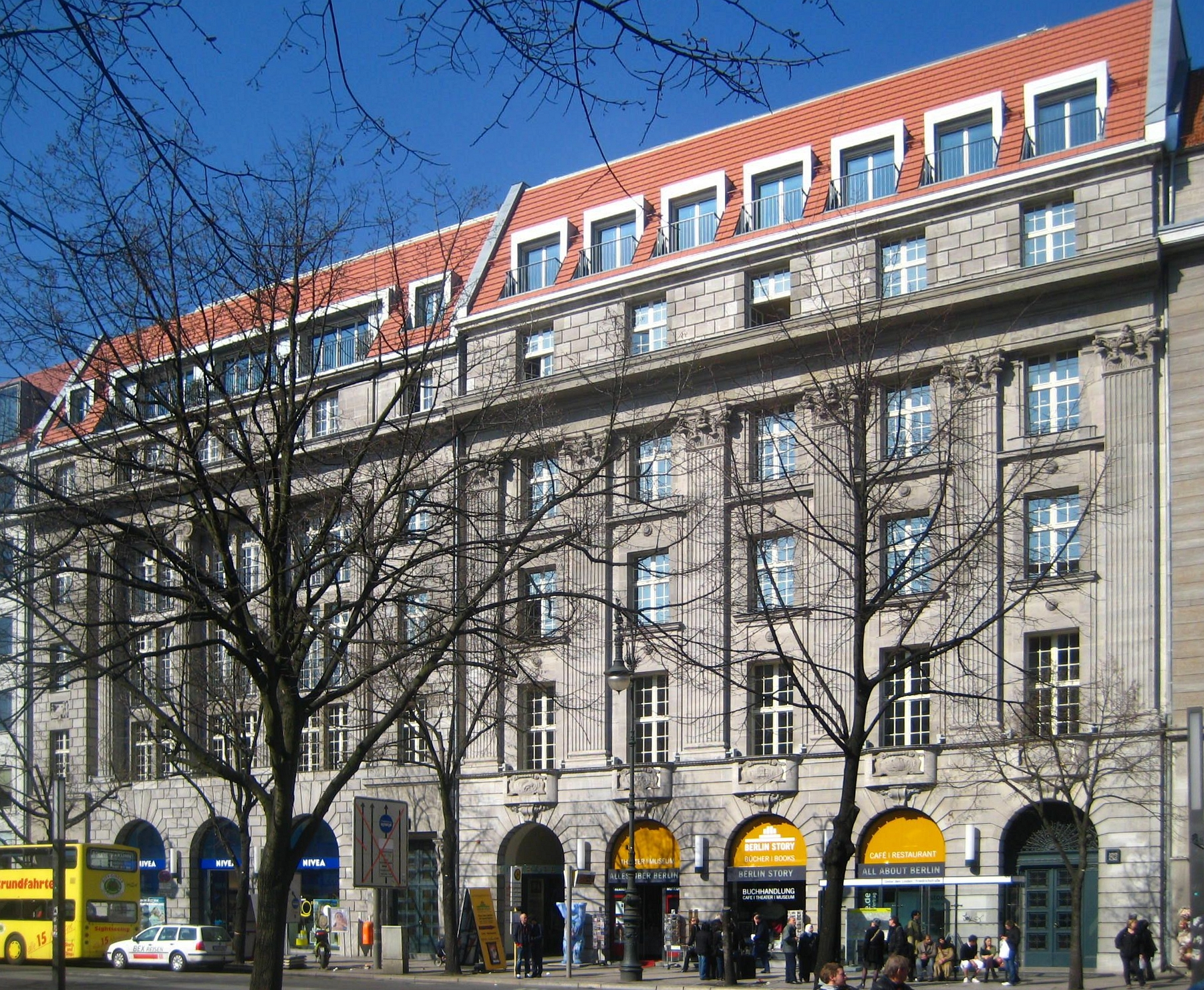
Blick auf die heutigen Kaiserhöfe

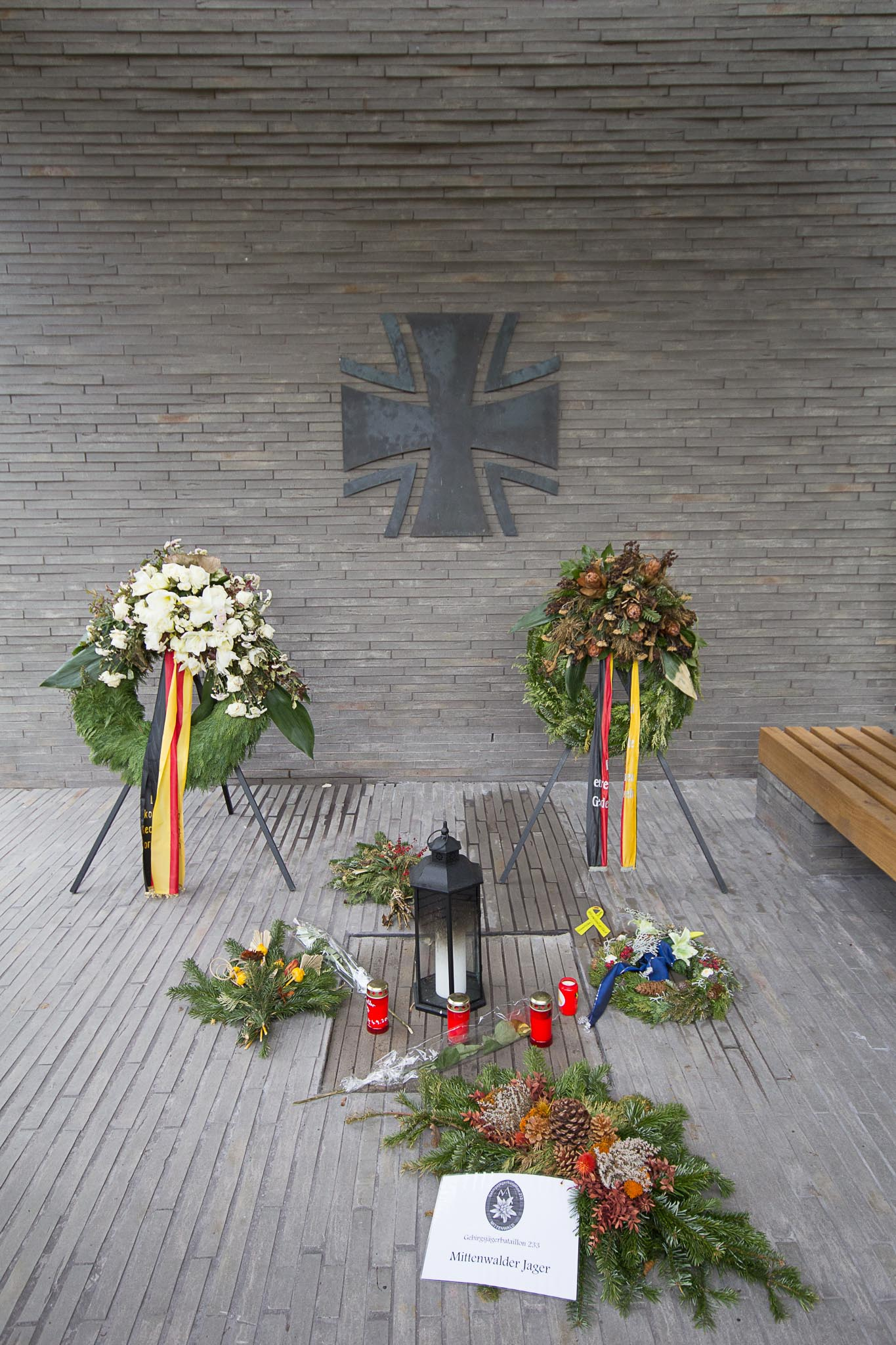
Ort der Stille im Wald der Erinnerung

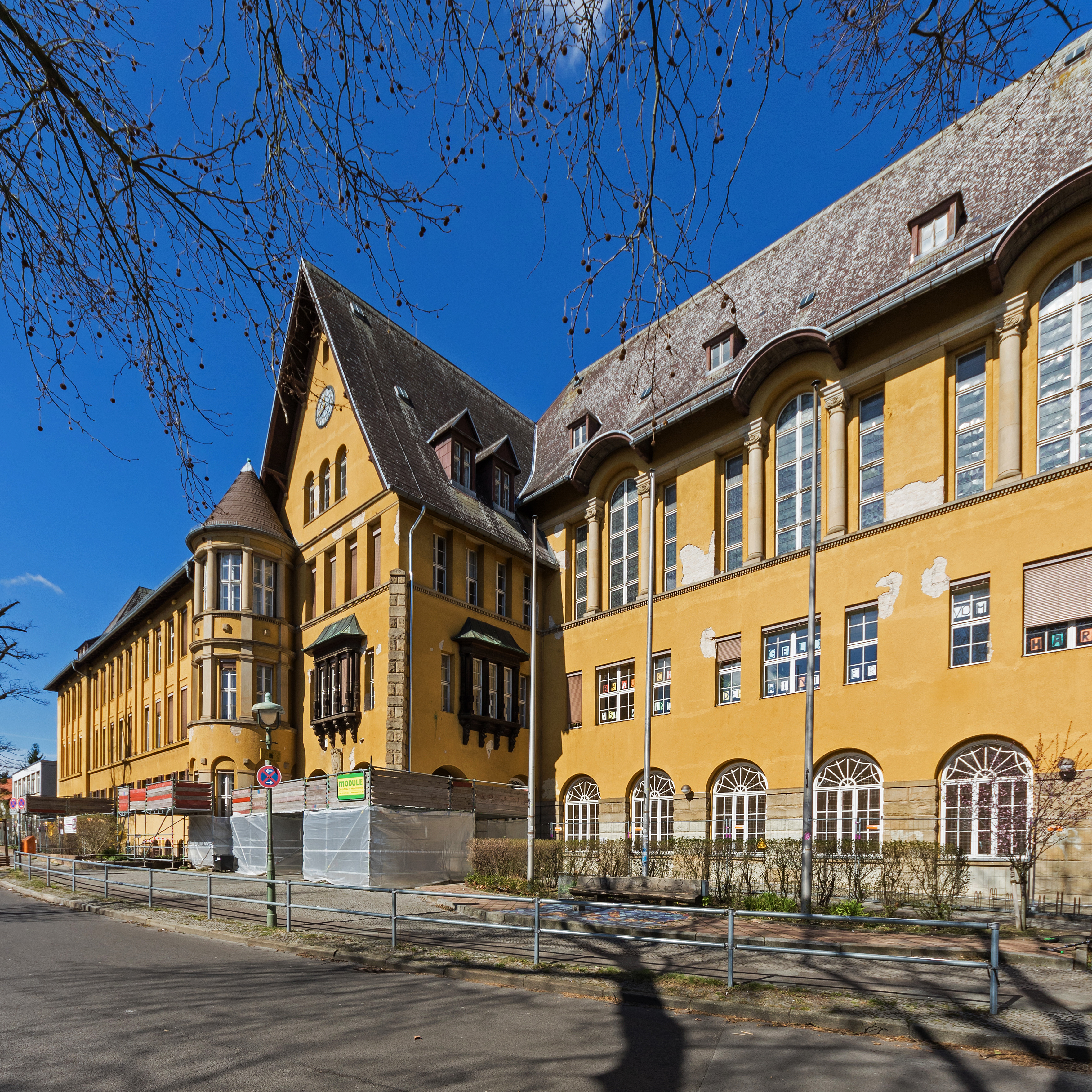
Bestandsfoto Fichtenberg-Oberschule

SSP Rüthnick Architekten ist ein deutsches Architekturbüro mit Sitz in Berlin.

## Geschichte
SSP Rüthnick Architekten entwickelte sich aus dem Architekturbüro von Elisabeth Rüthnick, das sie noch vor dem Mauerfall im Mai 1989 in Berlin gründete. Seit 1995 leitete Elisabeth Rüthnick das Büro gemeinsam mit Wolfgang Planitzer. Seit dem 1. September 2021 sind Rüthnick Architekten mit dem integralen Planer SSP AG vereint und es wurde die SSP Rüthnick Architekten GmbH gegründet. In der mittlerweile 30-jährigen Geschichte plante das Büro zahlreiche Projekte in Berlin und Brandenburg sowie im Ausland. Neubauten und Baumaßnahmen im Bestand wurden für öffentliche wie private Auftraggeber in den Bereichen Wohn- und Geschäftsbauten, Kultur-, Verwaltungs- und Regierungsgebäude sowie auch Bauen für die Bundeswehr mit hohen Sicherheitsanforderungen realisiert. Planungs- und Bauaufgaben zur Umnutzung, Erweiterung und Modernisierung von Bestandsgebäuden unter Denkmalschutz bilden ebenfalls einen Teil der Arbeit des Büros. 

## Realisierte Projekte (Auswahl)
- 1999–2001: Deutsche Gesellschaft für Technische Zusammenarbeit, GIZ-Haus
- 2000–2004: SpreeKarree Berlin, Neubau Büro- und Geschäftshaus[1][2]
- 2001: Kanzleigebäude für die Belgische Botschaft in Deutschland, Berlin-Mitte[3][4]
- 2008: Wohn-, Geschäfts- und Bürogebäude Unter den Linden, Kaiserhöfe Berlin-Mitte
- 2007–2011: Wohn-, Geschäfts- und Universitätsgebäude an der Museumsinsel, Pergamon Palais, Berlin-Mitte
- 2011: Humboldt-Universität Lichthöfe im Hauptgebäude Unter den Linden, Berlin-Mitte
- 2010–2012: Neubau Eigentumswohnanlage Bruno-Wille-Straße Berlin[5]
- 2011–2013: Besucherzentrum für das Neue Palais im Schlosspark Sanssouci, Potsdam
- 2014: Gedenkstätte für verstorbene Angehörige der Bundeswehr in der Henning-von-Tresckow-Kaserne Wald der Erinnerung[6][7][8]
- 2015: Bürohochhaus der 1960er Jahre, Berlin-Wedding, Umbau und energetische Ertüchtigung, Jobcenter Berlin-Mitte
- 2016–2017: Studierendenclub der Fachhochschule Potsdam, Casino, Haus 1
- 2015–2018: Campus Wildau Haus 19
- 2015–2021: Europäisches Zentrum für Jüdische Gelehrsamkeit Potsdam
- 2017–2021: Robert-Koch Gymnasium Berlin
- 2017–2024: Fichtenberg-Oberschule Berlin

## Auszeichnungen (Auswahl)
- 2023: 4 Future Awards[9]
- 2023: iF Design Award[10]
- 2022: BLT Built Design Awards[11]
- 2017: Deutscher Ziegelpreis[12]
- 2015: German Design Award - Special Mention[13]
- 2015: Iconic Awards[14]
- 2015: DAM Preis für Architektur in Deutschland 2015[15]
- 2013: Zertifikat Silber für Nachhaltiges Bauen vom Bundesministerium für Verkehr, Bau und Stadtentwicklung
- 1999: Belgische Botschaft Berlin, 1. Preis